# Jacques Guigue
Pas d'image ? Cliquez ici

a Compétitions nationales et continentales officielles uniquement.

b Matchs officiels uniquement.
Jacques Guigue, né le 16 mars 1952 au Pontet et mort le 21 novembre 2012 à Avignon, est un joueur de rugby à XIII dans les années 1970 et 1980.
Il effectue la majeure partie de sa carrière sportive à Avignon.
Fort de ses performances en club, il est sélectionné à de nombreuses reprises en équipe de France entre 1977 et 1983 disputant la Coupe du monde 1977.

## Biographie
Son fils Renaud Guigue est également joueur et entraîneur de rugby à XIII.

## Palmarès
- Collectif : 
  - Vainqueur de la Coupe d'Europe des nations : 1977 (France).
  - Vainqueur de la Coupe de France : 1982 (Avignon).